# Podsol

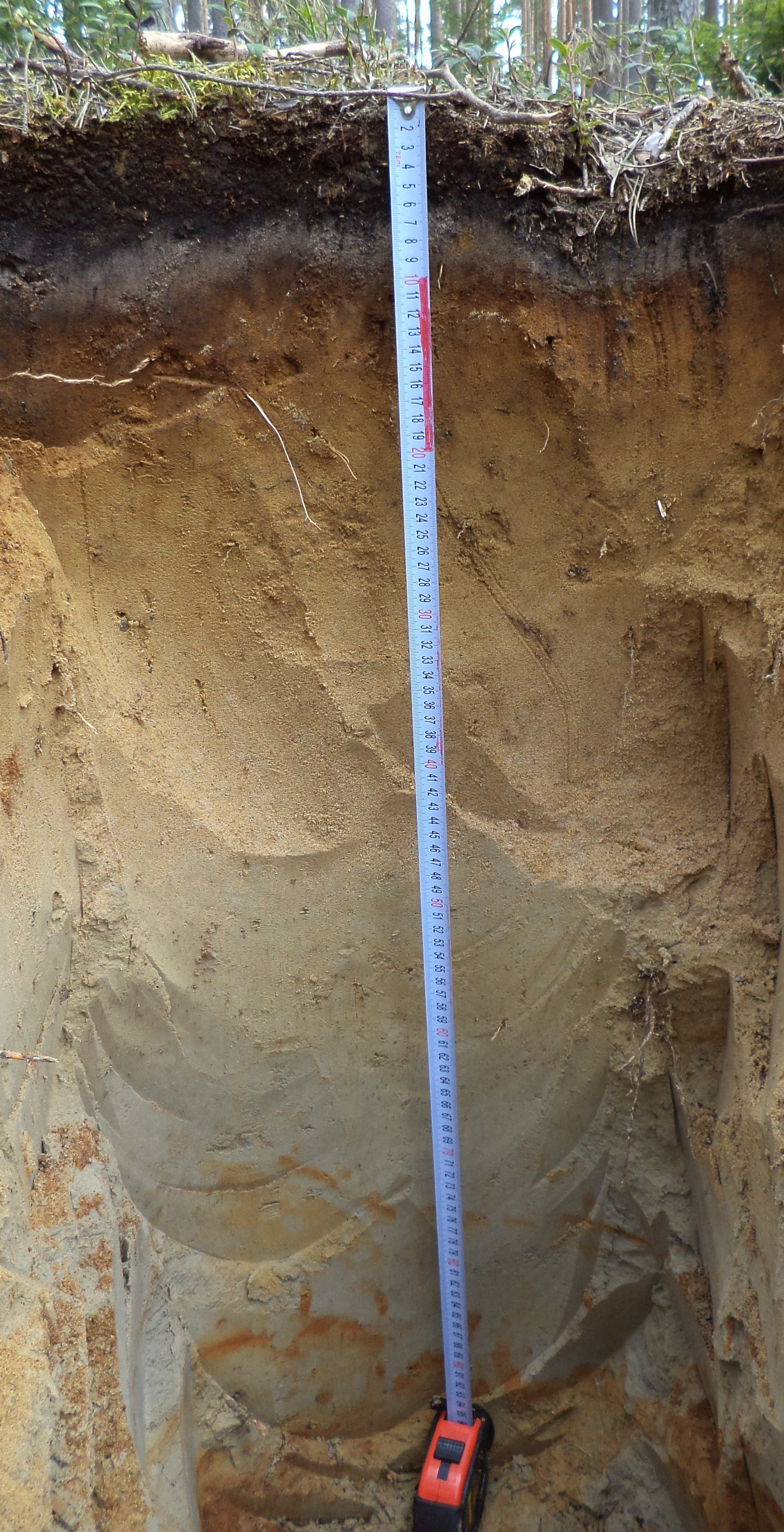
Podsol

Der Podsol (aus russisch подзол podzol, deutsch ‚Ascheboden‘, von под pod ‚unter‘ und зола zola ‚Asche‘), auch Bleicherde oder Grauerde genannt, ist ein saurer, an Nährstoffen armer oder verarmter Bodentyp in einem feuchtkalten oder feucht-gemäßigten Klima. Er stellt eine unfruchtbare Endstufe der Bodenentwicklung dar. Von seiner gräulich-weißen Färbung rührt der Name Bleicherde her.

## Stellung in der Bodensystematik
Die Podsole bilden eine Klasse in der Abteilung der Terrestrischen Böden in der deutschen Bodensystematik. Derzeit enthält die Klasse nur den Bodentyp Podsol. In der internationalen Bodenklassifikation WRB gehören die meisten Podsole zu den Podzols. In der US-amerikanischen Soil Taxonomy gehören sie zumeist zu den Spodosols.

## Entstehung

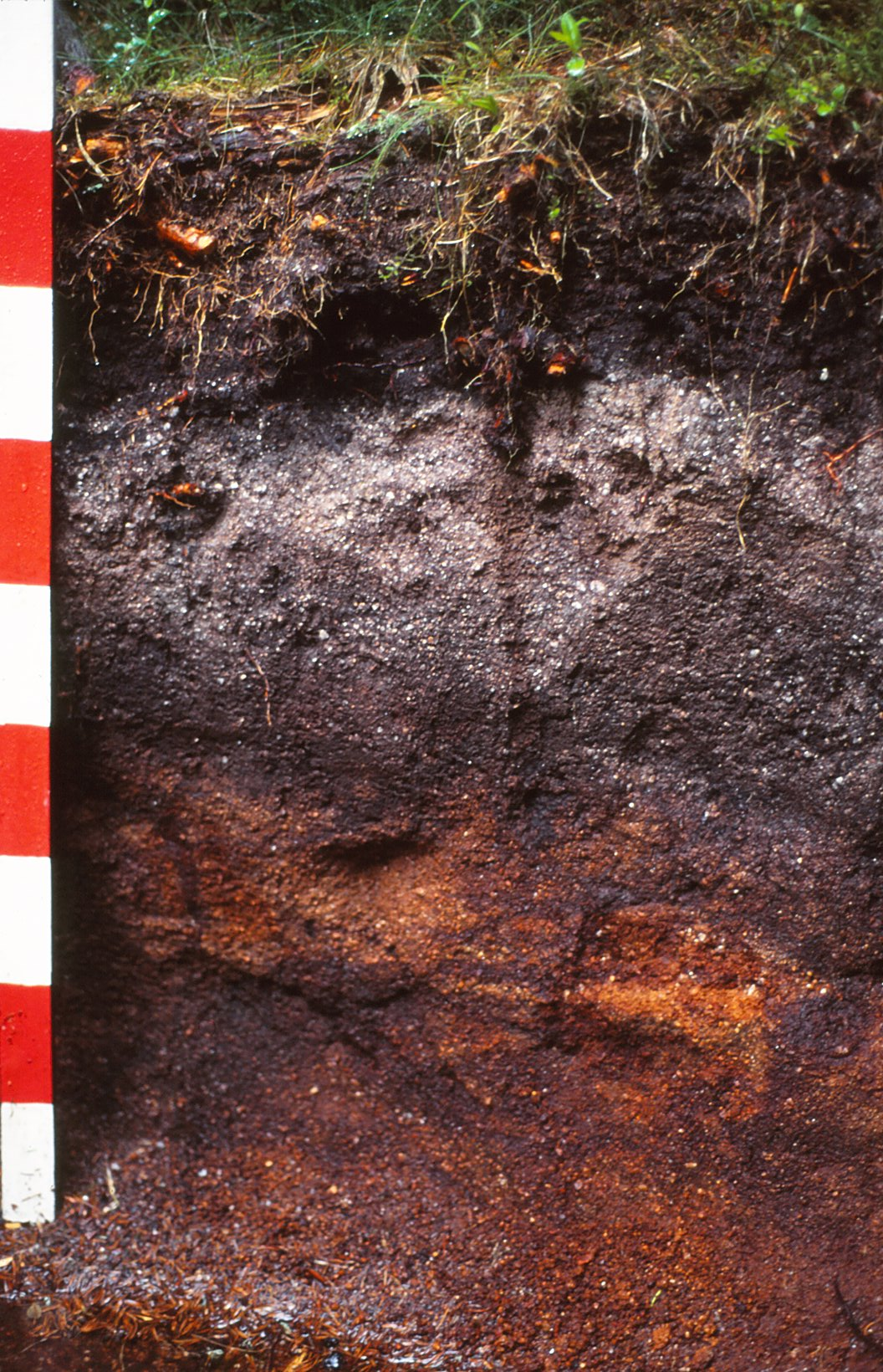
Eisenhumuspodsol im Feldberggebiet (Südschwarzwald)

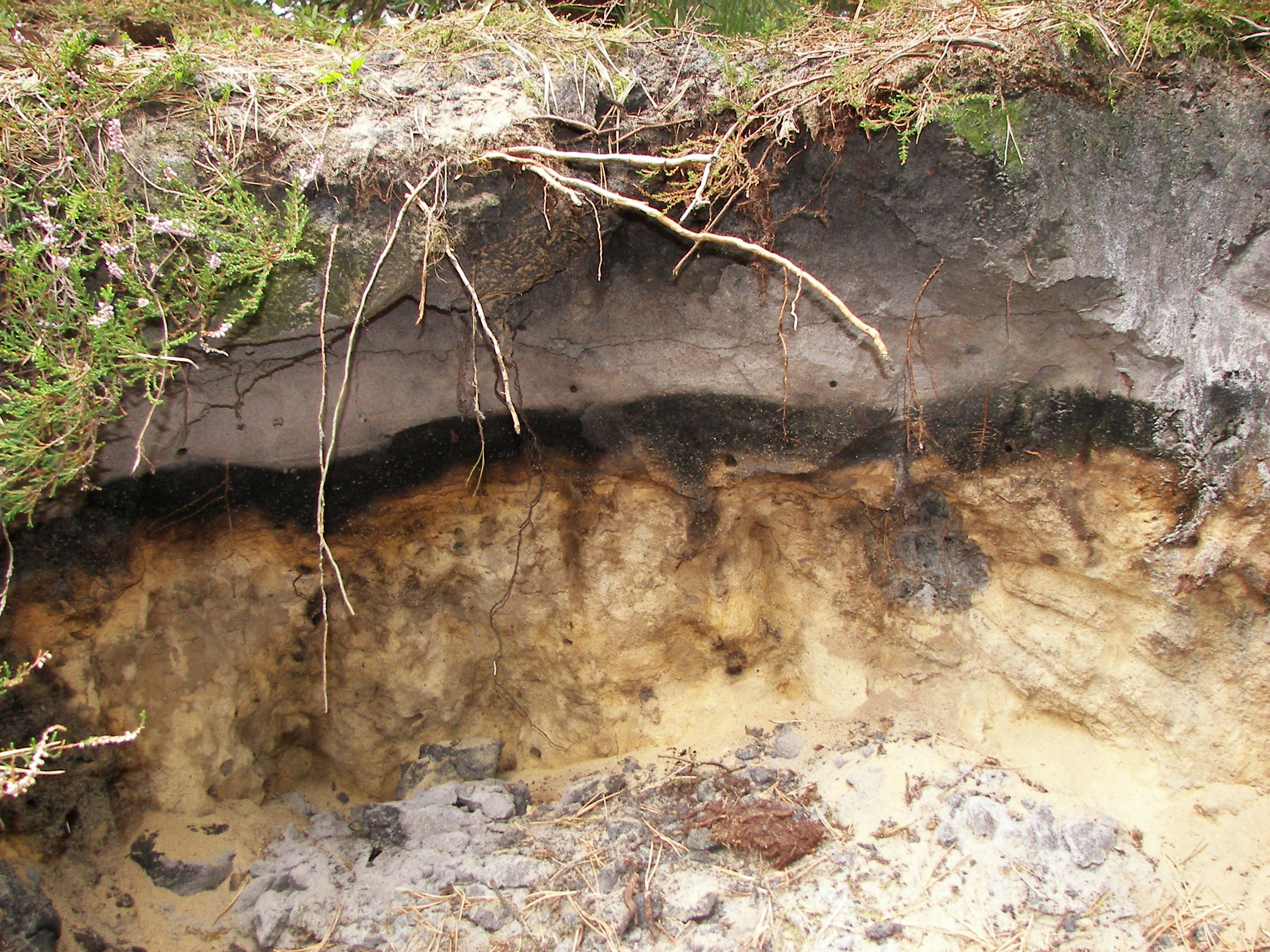
Bodenprofil Heidepodsol mit Ortstein in der Lüneburger Heide

Die Entstehung von Podsolen bezeichnet man als Podsolierung. Sie bilden sich aus quarzreichen Ausgangsgesteinen wie Sandstein, Granit oder aus lockeren, ebenfalls quarzreichen Sanden, wie Dünensand. Der geringe Gehalt an verwitterbaren Mineralen führt einerseits zu einem Mangel an Tonmineralen und andererseits zu geringem Puffervermögen gegenüber der Bodenversauerung. Aufgrund des niedrigen pH-Wertes kommt es zu einer abwärts gerichteten Verlagerung (Auswaschung) von Eisen- und Aluminiumhydroxid sowie Huminstoffen mit dem Sickerwasser aus dem Ober- in den Unterboden. Dort werden, bei etwas höheren pH-Werten, die Eisen-, Aluminium- oder Humusverbindungen wieder ausgefällt und fixiert. Es entsteht ein ausgeblichener, stark verarmter Oberbodenhorizont (Ae-Horizont) und ein mit Eisenverbindungen oder Humus stark angereicherter Unterbodenhorizont (Bs, Bh oder Bsh-Horizont).
Die Entwicklung dauert bis zu tausend Jahre. Der grobporige (wasserdurchlässige) und nährstoffarme Podsol (wenig Humus im Mineralboden) weist aufgrund des niedrigen pH-Wertes ein geringes Bodenleben auf. Dies führt in natürlichem Zustand unter Wald zu einer schwer abbaubaren, mächtigen Rohhumusauflage, die aufgrund ihrer geringen Mineralisierung in geringen Mengen pflanzenverfügbare Nährstoffe liefert. Wenn die oberen B-Horizonte zu Ortstein verhärtet sind, behindert dies das Wurzelwachstum und kann darüber hinaus Wasserstau verursachen. Durch Kalkung und intensive Humuswirtschaft mit Grün- und Stalldüngung kann die Fruchtbarkeit des leicht zu bearbeitenden Podsols deutlich verbessert werden. Die Plaggendüngung war ein im Mittelalter betriebenes arbeits- und flächenaufwändiges Verfahren (es mussten Flächen der Größenordnung 10:1 für die Gewinnung der Plaggen genutzt werden um entsprechende Flächen Plaggenesch zu erzeugen und erhalten) um Podsol urbar zu machen.

## Nutzung
In der Agrarwirtschaft gehören die Podsole zu den ertragsarmen Böden. Sie sind sandig, nährstoffarm und sauer und haben Eigenschaften, die einem optimalen Wachstum der meisten Nutzpflanzen entgegenstehen. In Gegenden mit hohem Anteil von Podsolböden war in der Vergangenheit die Bevölkerung häufig vom Hunger bedroht. Zur Bodenverbesserung wurde in Nordwestdeutschland auf solchen Böden das Plaggen angewendet, so dass die Podsole allmählich in Plaggeneschböden umgewandelt wurden. Mit gleichmäßig hohen Düngegaben und eventuell mit Beregnung ist es möglich, auf Podsolen ertragreich zu wirtschaften. Da Podsol jedoch zur Auswaschung neigt, besteht die Gefahr, dass Dünger und Pflanzenschutzmittel ins Grundwasser gelangen können.
Gebiete mit überwiegendem Podsolanteil, wie Sanderflächen oder Gebiete mit periglaziärer oder holozäner Flugsandsedimentation (Binnendünen) sind meistens mit Wald bestockt.
Der Podsol wurde am 5. Dezember 2006 durch ein Kuratorium, bestehend aus Mitgliedern der Deutschen Bodenkundlichen Gesellschaft (DBG) und des Bundesverbands Boden (BVB), zum Boden des Jahres 2007 ernannt.

## Verbreitung
Der Podsol ist der typische Boden der borealen Nadelwälder mit feucht-ozeanischem Klima. Er ist auf der Nordhemisphäre einer der verbreitetsten Bodentypen. Das geringe Nährstoffangebot und die niedrigen pH-Werte bieten für Nadelbaumarten wie Kiefer, Fichte und die verschiedenen Lärchenarten ausreichend günstige Lebensbedingungen. Außerhalb der borealen Nadelwälder sind Podsole in der gemäßigten Mischwaldzone auf quarzreichen Gesteinen weit verbreitet. Typische Podsolgebiete Mitteleuropas sind die Sander und trockenen Urstromtäler Niedersachsens sowie die großflächigen Granit- und Gneisvorkommen in den Mittelgebirgen.

## Typische Horizontfolgen
Anhand der Bodenhorizontfolgen kann man den Normpodsol (Eisenhumuspodsol) von den Abweichungssubtypen Eisenpodsol und Humuspodsol unterscheiden.
- Humusauflage (Rohhumus)
- Ae – gebleichter Auswaschungshorizont
- Bhs – Sesquioxidanreicherungshorizont (Humus (Bh) eingewaschen)
- C – Ausgangsgestein

### Normpodsol (Eisenhumuspodsol)
- Ahe – Auswaschungshorizont mit leichtem Humusgehalt
- Ae – gebleichter Auswaschungshorizont
- Bsh – Humusanreicherungshorizont mit erkennbarer Sesquioxidanreicherung
- Bhs – Sesquioxidanreicherungshorizont mit erkennbarer Humusanreicherung
- C – Ausgangsgestein, nährstoffarm

### Eisenpodsol
- Ahe – Auswaschungshorizont mit leichtem Humusgehalt
- Ae – gebleichter Auswaschungshorizont
- Bs – Sesquioxidanreicherungshorizont
- C – Ausgangsgestein

### Humuspodsol
- Ahe – Auswaschungshorizont mit leichtem Humusgehalt
- Ae – gebleichter Auswaschungshorizont
- Bh – Humusanreicherungshorizont
- C – Ausgangsgestein